# Rountzenheim-Auenheim
Rountzenheim-Auenheim község Franciaország Grand Est régiójában, Bas-Rhin megyében. Új községként 2019. január 1-jén jött létre Rountzenheim és Auenheim korábbi község egyesítésével.

## Népesség
| Lakosok száma | 1937 | 1930 | 1929 | 1953 | 1976 | 2000 |
|               | 2017 | 2018 | 2019 | 2020 | 2021 | 2022 |